# Ульрік ле Февр
Ульрік ле Февр (дан. Ulrik le Fevre, 25 червня 1946, Вейле — 24 лютого 2024) — данський футболіст, що грав на позиції півзахисника.
Виступав за клуби «Боруссія» (Менхенгладбах), «Брюгге» і «Вайле», в кожному з яких ставав чемпіоном відповідної країни, а також за національну збірну Данії.

## Клубна кар'єра
У дорослому футболі дебютував 1965 року виступами за команду клубу «Вайле» з рідного однойменного міста, в якій провів чотири сезони. 
Своєю грою за цю команду привернув увагу представників тренерського штабу німецької «Боруссії» (Менхенгладбах), до складу якого приєднався 1969 року. Відразу став одним з основних нападників менхенгладбаської команди і в першому ж сезоні допоміг їй здобути перший в її історії титул чемпіона Німеччини. Наступного сезону допоміг «Боруссії» захистити чемпіонський титул. Майже не пропускав ігор команди, проте за результативністю суттєво поступався партнерам по команді Юппу Гайнкесу і Герберту Лаумену.
1972 року менхенгладбахці підписали ще одного данського нападника Геннінга Єнсена, що суттєво послабило позіції ле Февра у команді, і він погодився на перехід до бельгійського «Брюгге», у складі якого провів наступні п'ять років своєї кар'єри гравця. Граючи у складі «Брюгге» також здебільшого виходив на поле в основному складі і допоміг команді за цей період тричі виграти чемпіонат країни.
Завершив ігрову кар'єру у рідному «Вайле», до якого повернувся 1977 року. Захищав його кольори протягом двох сезонів і завершив виступи на футбольному полі після здобуття командою чемпіонського титулу 1978 року.

## Виступи за збірну
1965 року дебютував в офіційних матчах у складі національної збірної Данії. Протягом кар'єри у національній команді, яка тривала 12 років, провів у формі головної команди країни 37 матчів, забивши 7 голів. 
Не залучався до лав національної команди з червня 1969 року, після переходу до «Боруссії» і, відповідно, отримання професійного статусу, і до 1971 року, коли у Данії завершилася ера аматорського футболу і право виступів за збірну отримали футболісти-професіонали.

## Титули і досягнення
- Чемпіон Німеччини (2):

«Боруссія» (Менхенгладбах):  1969-1970, 1970-1971
- Чемпіон Бельгії (3):

«Брюгге»:  1972-1973, 1975-1976, 1976-1977
- Володар Кубка Бельгії (1):

«Брюгге»:  1976-1977
- Чемпіон Данії (1):

«Вайле»: 1978